# A91 (Groot-Brittannië)
De A91 is een 85,9 km lange weg in Schotland.
De weg verbindt Bannockburn via Stirling en Cupar met St Andrews.

## Hoofdbestemmingen
- Bannockburn
- Stirling
- St Andrews